# Progress M-MIM2
Progress M-MIM2 (ryska: Прогресс М-МИМ2) eller Progress M-SO2 som den hete från början, var en modifierad rysk Progress som levererade den ryska luftslussen Pojsk till rymdstationen ISS. 
Den sköts upp med en Sojuz-U-raket från Kosmodromen i Bajkonur, den 10 november 2009 och dockade med ISS två dagar senare, den 12 november. 
Någras timmar efter att den lämnat stationen, den 8 december 2009, brann den planenligt upp i jordens atmosfär.

### Fotnoter
1. ↑  ”NASA Space Science Data Coordinated Archive” (på engelska). NASA. https://nssdc.gsfc.nasa.gov/nmc/spacecraft/display.action?id=2009-060A. Läst 1 mars 2020.
2. ↑  Manned Astronautics - Figures & Facts Arkiverad 17 juni 2012 hämtat från the Wayback Machine., läst 15 juli 2016.